# Kepler-246c
Kepler-246c es un planeta extrasolar que forma parte de un sistema planetario formado por al menos dos planetas. Órbita la estrella denominada Kepler-246. Fue descubierto en el año 2014 por la sonda Kepler por medio de tránsito astronómico.